# My Last Duchess

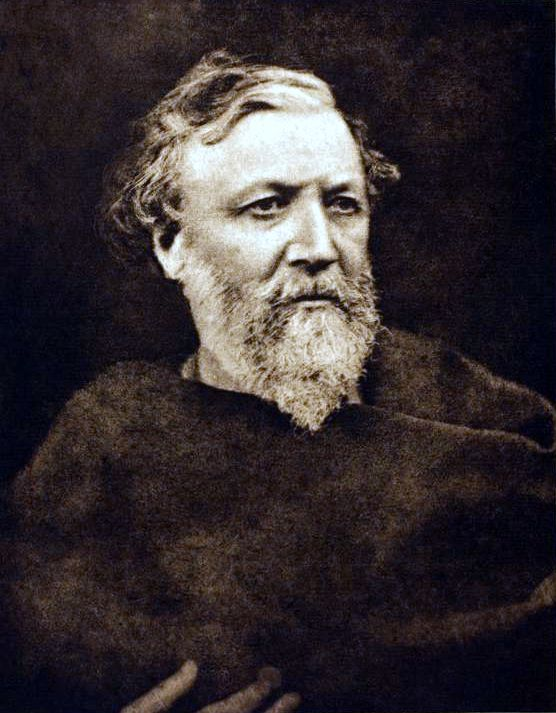
Fotografia di Robert Browning (1865)

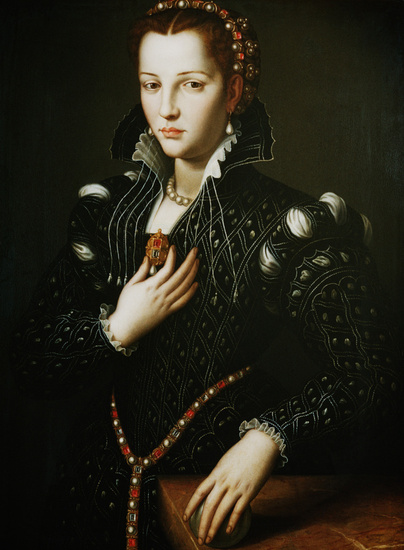
Agnolo Bronzino, Ritratto di Lucrezia de' Medici, presunta «Ultima duchessa».

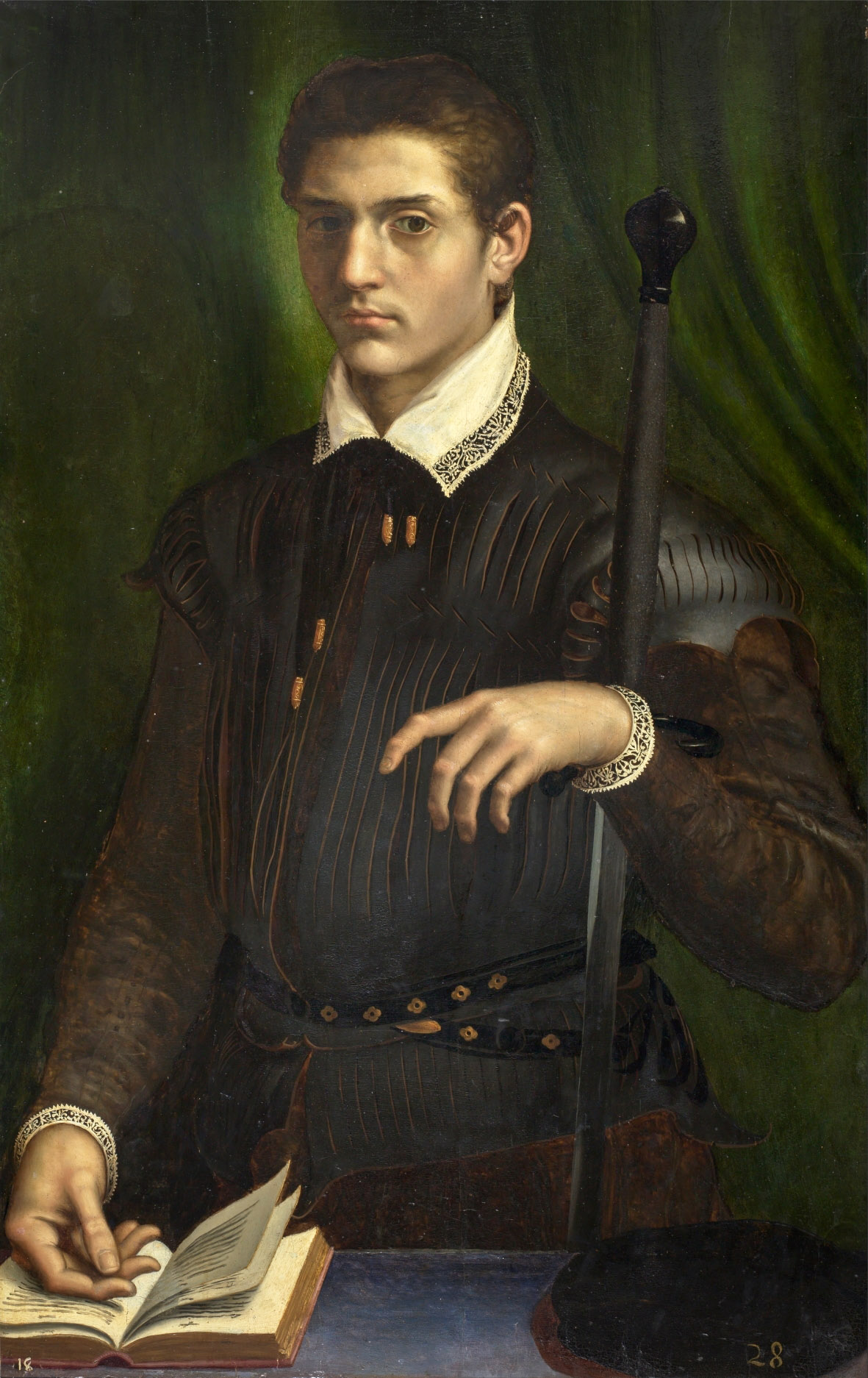
Girolamo da Carpi, Alfonso II d'Este

My Last Duchess (La mia ultima duchessa) è una poesia di Robert Browning in pentametri giambici a rima baciata, pubblicata per la prima volta con il titolo «Italy» nel 1842 nella raccolta Dramatic Lyrics (Liriche drammatiche) e successivamente col titolo attuale, nel 1845, nella raccolta Dramatic Romances and Lyrics (Liriche e monologhi drammatici).

## Contesto storico
La vicenda, in forma di monologo drammatico, si svolge nella seconda metà del XVI secolo, alla fine del Rinascimento italiano. Browning si è ispirato alla morte, avvenuta nel 1561, di Lucrezia de' Medici, figlia del Granduca Cosimo I, andata in sposa nel 1558 ad Alfonso II d'Este, ultimo Duca di Ferrara. Gli Estensi pretendevano che la loro famiglia fosse molto antica (nel monologo di Browning Alfonso II d'Este afferma che la nobiltà della sua famiglia risalisse a novecento anni prima), e comunque molto più antica di quella della famiglia dei Medici. Dopo soli tre anni di matrimonio la giovane duchessa morì e Alfonso II fu sospettato di averla fatto avvelenare. Nel 1565 Alfonso II sposerà Barbara d'Asburgo, figlia dell'imperatore Ferdinando I. Nel monologo, il Duca di Ferrara, vedovo di Lucrezia de' Medici, si rivolge a un ambasciatore imperiale per discutere le condizioni per il nuovo matrimonio. Nella realtà il nome di questo diplomatico sarebbe stato Nikolaus Madruz d'Innsbruck.

## Contenuto
Il Duca mostra al diplomatico il ritratto della defunta moglie dipinto da Fra Pandolfo (artista immaginario, al pari dello scultore Claus of Innsbruck, citato alla fine del monologo). Il Duca, che appare «freddo ed egoista, vendicativo e possessivo al massimo grado, sebbene appassionato delle arti», ricorda il comportamento allegro, sorridente e un po' infantile della giovane duchessa, inadeguato per la dignità dell'antica e nobile famiglia nella quale era entrata. Con tono distaccato il Duca dice all'ambasciatore di aver ordinato la morte della fanciulla. Con la stessa freddezza il Duca passa poi ad accennare all'entità della dote e a parlare di altre opere d'arte.

## Giudizi
My Last Duchess è una delle più famose composizioni della letteratura inglese, giudicata fra le più belle opere di Robert Browning per la complessità strutturale e l'accurata scelta del lessico. La poesia è il modello di monologo drammatico. Il linguaggio del monologo risulta per il lettore più sconvolgente di quanto lo sarebbe stato il tentativo di fornire spiegazioni elaborate.

## Edizioni
- Robert Browning, Liriche e monologhi drammatici; a cura di Angelo Righetti, Milano: A. Mondadori, 1982
- Robert Browning, Liriche; introduzione e commento a cura di Federico Olivero Messina; Milano: Principato, 1937